# Hans-Martin Pippart
Hans-Martin Pippart (* 14. Mai 1888 in Mannheim; † 11. August 1918 bei Noyon) war ein Flugzeugkonstrukteur. Als Offizier der Fliegertruppe erzielte er 22 bestätigte Abschüsse im Ersten Weltkrieg.

## Leben und Kriegseinsatz
In den Jahren unmittelbar vor dem Ersten Weltkrieg betätige sich der Mannheimer Architekt Hans-Martin Pippart zusammen mit seinem Schwager, dem Fabrikanten Heinrich Noll aus Schwarzach im Kleinen Odenwald, als Flugzeugkonstrukteur. Die erste von beiden erbaute Maschine, die bereits den Namen "Pippart-Noll 2" führte, drehte im Mai 1912 ihre ersten Runden über dem Mannheimer Exerzierplatz. Im Juni 1912 meldeten beide dann verschiedene Patente in Deutschland und 12 weiteren Länder an. Etwa zur selben Zeit begannen sie mit dem Bau der Maschine "Pippart-Noll 3". Im Frühjahr 1913 stellten die beiden Konstrukteure dann einen Militäreindecker der Öffentlichkeit vor, der von einem 70-PS-Opel-Argus-Motor angetrieben wurde. In den Jahren 1912 und 1913 waren die von Pippart und Noll gefertigten Flugzeuge bei Schauflügen in Mannheim und Karlsruhe zu sehen. Ein von den beiden Konstrukteuren angestrebte Gründung einer Flugzeugfabrik kam jedoch nicht zur Ausführung.
Ob Pippart die von ihm und Heinrich Noll gebauten Flugzeuge auch selbst flog, bleibt unklar. In der zeitgenössischen Berichterstattung werden stets andere Personen als Piloten genannt. Dennoch meldete er sich bei Ausbruch des Krieges bei der Fliegertruppe. Zunächst als Fluglehrer tätig kam er später an die Ostfront, wo er 1917 in seiner Roland D.II seine ersten Luftsiege gegen russische Flieger und Fesselballons erzielte.
Leutnant Pippart flog in der Artilleriefliegerabteilung FA(A) 220 und in der Kampfstaffel 1 an der Ostfront. Anfang 1918 wurde er als Jagdflieger in das Jagdgeschwader II zur Jagdstaffel (Jasta) 13, im Mai 1918 zur Jasta 19 bei Balâtre versetzt, wo er zunächst mit seiner Fokker Dr.I, später mit seiner Fokker D.VII zahlreiche weitere Luftsiege errang. So besiegte er den französischen Kampfflieger und Ritter der Ehrenlegion Lieutenant Charles Boudoux d’Hautefeuille und wurde zudem einer der erfolgreichsten Ballonjäger: Die von Flak und Schutzflugzeugen gesicherten Fesselballons, mit denen der Gegner das Gefechtsfeld beobachtete und das Artilleriefeuer leitete, waren besonders gefährliche Ziele.

## Abschussliste
|    | Datum            | Einheit  | Gegner       | Ort                              |
| -- | ---------------- | -------- | ------------ | -------------------------------- |
| 1  | 25. Mai 1917     | Kasta 1  | Farman       | Troscianiat, nordwestlich Silwko |
| 2  | 20. Juni 1917    | Kasta 1  | Ballon       | Kolodzie Jowska                  |
| 3  | 26. Juni 1917    | Kasta 1  | Ballon       | Delejow bei Lany                 |
| 4  | 25. August 1917  | Kasta 1  | Ballon       | Ryngacz, ostwärts Czernowitz     |
| 5  | 4. Oktober 1917  | Kasta 1  | Sopwith      | Cermanowka                       |
| 6  | 23. Oktober 1917 | Kasta 1  | Ballon       | Syrowzy                          |
| 7  | 21. Februar 1918 | Jasta 13 | Ballon       | nordwestlich La Fère             |
| 8  | 6. März 1918     | Jasta 13 | S.E.5a       | Fort Mayot                       |
| 9  | 1. April 1918    | Jasta 13 | Ballon       | westlich Montdidier              |
| 10 | 20. April 1918   | Jasta 13 | Breguet 14   | westlich Chaunier                |
| 11 | 2. Mai 1918      | Jasta 19 | Breguet 14   | Noyon-Roye                       |
| 12 | 4. Mai 1918      | Jasta 19 | Spad XIII    | südostwärts Montdidier           |
| 13 | 6. Mai 1918      | Jasta 19 | Spad XIII    | nordwestlich Montdidier          |
| 14 | 30. Mai 1918     | Jasta 19 | Breguet 14   | Cuts-Charlepont                  |
| 15 | 12. Juni 1918    | Jasta 19 | S.E.5a       | Lagny                            |
| 16 | 15. Juli 1918    | Jasta 19 | Spad XIII    | nordwestlich St. Ménéhould       |
| 17 | 16. Juli 1918    | Jasta 19 | Spad XII     | Suippes                          |
| 18 | 17. Juli 1918    | Jasta 19 | Breguet 14   |                                  |
| 19 | 17. Juli 1918    | Jasta 19 | Spad XIII    | Chassins-Domans                  |
| 20 | 22. Juli 1918    | Jasta 19 | Caudron R-11 | Doumans-Mourmelon                |
| 21 | 22. Juli 1918    | Jasta 19 | Spad XIII    | Mourmelon                        |
| 22 | 11. August 1918  | Jasta 19 | Ballon       | Vrely                            |

## Tod
Am 11. August 1918 griff Pippart bei Noyon an der Westfront einen Fesselballon an, wobei seine Maschine schwer beschädigt wurde und er mit dem Fallschirm abspringen musste. Da der Fallschirm sich nicht öffnete, stürzte Pippart zu Tode.

## Auszeichnungen
- Eisernes Kreuz II. und I. Klasse